# Громадянська війна в Гондурасі (1919)
Перша громадянська війна в Гондурасі (ісп. Primera guerra civil hondureña) — збройний конфлікт, який відбувався між урядом Гондурасу та об'єднаними силами повстанців в Республіці Гондурас у 1919 році. Це був перший конфлікт на території Гондурасу, де використовувалася зброя та здобутки технічного прогресу XX століття.

## Історія

### Передумови
У 1919 році доктор Франсіско Бертран перебував на кінцевому етапі свого другого президентського терміну і намагався поставити свого зятя доктора Назаріо Соріано на посаду президента. Це спровокувало незадоволення його політичних опонентів, котрі повстали проти нього в березні, оскільки через зростання впливу американських транснаціональних компаній, які діяли в країні з XIX століття, президент Гондурасу був слабкою фігурою та керованим за бажанням. Вплив на президента Гондурасу дозволяв власникам цих сировинних компаній блокувати легалізацію профспілок та запровадження трудових реформ та гарантували податкові пільги і право на придбання земельних володінь. Спроби Бертранда посилити статус президентської влади натрапили на протидію з боку транснаціональних корпорацій США, у зв'язку з чим Бертран навіть звинувачував американського бізнесмена, «бананового короля» Самуеля Земюррея у провокуванні революції.
У квітні відбулися загальні вибори і Назаріо Соріано став переможцем від Національної партії Гондурасу, невідомої всьому населенню, оскільки, хоча Соріано і був гондурасцем, але він постійно мешкав за кордоном через призначення консулом Гондурасу в місті Новий Орлеан. Підбурені ймовірною фальсифікацією процесу успадкування влади, незадоволені кола гондурасців взялися за зброю.
У липні Антоніо Лопес Гутьєррес, брат генерала Лопеса Гутьєрреса та міністр Гондурасу у Вашингтоні, округ Колумбія, таємно попросив Державний департамент надати підтримку у забезпеченні вільних виборів у Гондурасі.
Серед ініціаторів повстання проти президента був майбутній президент Вісенте Тоста Карраско — він оголосив Бертрана диктатором і був ув'язнений, проте невдовзі був звільнений прихильниками та отримав чин полковника. До нього приєдналися полковник Грегоріо Феррера і Х. Ернесто Альварадо, які, поряд з іншими офіцерами присягнули усунути Бертрана від влади, а також генерал Рафаель Лопес Гутьєррес, який домагався співпраці з лібералами Гватемали і консерваторами Нікарагуа і отримав підтримку Сото Росалес, який надав повстанцям свою резиденцію для зустрічей. Серед повстанців були відомі громадяни Мануель Адалід та Гамеро, Хесус М. Альварадо, Вісенте Мехіа Коліндрес, Карлос Лагос та Марсіал Лагос, а також відомі ліберали, які закінчили Військову академію США і зайнялися постачанням зброї, боєприпасів і припасів для повстанської армії.

### Повстання
25 липня повстанська армія Західного округу, що утворилася, під командуванням генерала Хосе Раміреса, який загинув під час операції, зайняла муніципалітети Ла-Есперанса та Інтібука. Офіцери Раміреса, полковник Вісенте Тоста Карраско та Грегоріо Феррера, отримали наказ висунутись у бік міст Грасіас (Лемпіра) та Санта-Роса, а потім попрямувати на північ.
Тим часом повстанська колона під командуванням генерала Рафаеля Лопеса Гутьєрреса спробувала зайняти центр країни та столицю. У районі міста Теупасенті Лопес Гутьєррес розбив урядові війська під командуванням генерала Еулохіо Флореса, після чого вирушив зі своїми формуваннями до Ель-Педрегаліто.
Одночасно генерали Хосе Марія Рейна, Ернесто Альварадо та полковники Вісенте Тоста Карраско, Флавіо Дельсід та Грегоріо Феррера на чолі «Революційної армії Заходу» продовжували військові операції на заході країни. 11 серпня, о 5:00, повстанці атакували Грасіас. Далі повстанці просувалися на Санта-Роса-де-Копан, де отримали підкріплення зі Сходу та оточили місто. Глава урядових сил генерал Хесус Марія Родрігес наказав полковнику Вісенте Айяле посилити охорону міської ради та підготувати солдатів та городян до боротьби, проте рішучої битви не трапилося: у суботу 16 серпня захисники міста — 400 добре озброєних солдатів — після кількох годин сутички здали місто повстанцям.
Тим часом генерал Хосе Марія Рейна та повстанські війська вступили у місті Сан-Ніколас у бій з урядовими військами під командуванням полковника Теофіла Кастільйо, битва була напруженою і завершилася перемогою повстанців.
29 серпня урядові позиції у Ель-Педрегаліто, поблизу Тегусігальпи, були прорвані повстанськими силами.
Наступною великою ціллю повстанців стало місто Сан-Педро-Сула. Генерал-майор Рейна, полковник Тоста Карраско, генерал Симон Агілар, полковник Феррера та генерал Альварадо 2 та 3 вересня керували діями повстанців, намагаючись опанувати місто. Генерал Рейна було поранено в атаці на урядові війська на пагорбі Ла-Кумбре. Загони генерала Агілара здобули перемогу для повстанців, продавивши оборону урядових сил, після чого повстанці зайняли Сан-Педро-Сула і попрямували у бік міста Пуерто-Кортес.
Посол США в Гондурасі Томас Самбола Джонс закликав сторони до припинення воєнних дій, а президента Бертрана — до відставки, водночас запросивши уряд США про військове втручання, посилаючись на те, що в боях на той час уже загинуло понад 800 осіб.
Одночасно на сході країни «Революційна армія Сходу» об'єдналася, щоб у вересні напасти на місто Данлі. На чолі Східної армії повстанців стояли генерали Грегоріо Агілар, Сальвадор Сіснерос, Адольфо Суніга. Урядові війська очолював полковник Хосе Марія Діас Гомес. Штаб повстанців у Данлі був розміщений на пагорбі Ель-Естікірінеро, основна маса їхньої армії включала три колони, стратегічно розташовані для оточення міста. О 05:00 полковник Мендоса атакував Данлі з півночі, полковник Сіснерос із півдня та полковник Агілар зі сходу. Розбуджений атакою урядовий гарнізон сховався в казармах та сусідніх будівлях, солдати забарикадувалися та приготувалися відбивати натиск повстанців. До сходу сонця вся урядова армія знаходилася всередині міста і, не зумівши організувати ефективну оборону, відбивала інтенсивні атаки супротивника. Кілька груп солдатів-смертників з числа повстанців кидалися до дверей будівель під вогнем противника, з сокирами, кирками та іншими інструментами, щоб виламати двері та проникнути всередину позицій гарнізону. До кінця дня запеклий штурм було завершено, полонених солдатів гарнізону відпустили на волю за умови відмови від подальшої боротьби за диктатора.
9 вересня 1919 року доктор Бертран втік зі столиці разом з Назаріо Соріано та іншими прихильниками. Вони виїхали до Сан-Лоренсо на двох автомобілях під американським прапором, який гарантував недоторканність, і звідсіля відбув до США. Голова Ради Міністрів Сальвадор Агірре взяв на себе повноваження глави держави, поки 16 вересня його не змінив міністр закордонних справ доктор Вісенте Мехія Колінрес, який виконував функції президента до 5 жовтня. Після втечі Бертрана і за кілька днів до вступу до Тегусігальпи військ генерала Лопеса Гутьєрреса, його брат Антоніо Лопес Гутьєррес написав до Латиноамериканського відділу Держдепартаменту США: «…необхідний сильний і центральний уряд, і ми хочемо, щоб Державний департамент надав нам моральну підтримку для досягнення цієї мети».